# Tanita Tikaram
Tanita Tikaram (Münster, 12 agosto 1969) è una cantante e cantautrice britannica.

## Biografia
Tanita Tikaram nasce a Münster, in Germania ed in seguito si trasferisce con la famiglia a Basingstoke nel Regno Unito, dove inizia a scrivere canzoni. Tiene il suo primo concerto a 17 anni in un club di Londra.
Nel 1988 pubblica l'album di debutto Ancient Heart, con cui ottiene un buon successo in Europa, soprattutto grazie ai singoli Good Tradition e Twist in My Sobriety.

## Discografia

### Album
- 1988 - Ancient Heart
- 1990 - The Sweet Keeper
- 1991 - Everybody's Angel
- 1992 - Eleven Kinds of Loneliness
- 1995 - Lovers in the City
- 1996 - The Best of Tanita Tikaram
- 1998 - The Cappuccino Songs
- 2005 - Sentimental
- 2012 - Can't Go Back
- 2016 - Closer to the people
- 2025 - LIAR (Love Isn’t A Right) annunciato in uscita il 10/10/2025

### Singoli
- 1988 - Good Tradition
- 1988 - Twist in My Sobriety
- 1989 - Cathedral Song
- 1989 - World Outside Your Window
- 1990 - We Almost Got It Together
- 1990 - Little Sister Leaving Town
- 1990 - Thursday's Child
- 1991 - Only the Ones We Love
- 1991 - I Love the Heaven's Solo
- 1992 - You Make the Whole World Cry
- 1995 - I Might Be Crying
- 1995 - Wonderful Shadow
- 1995 - Yodelling Song
- 1996 - Twist in My Sobriety (remix)
- 1996 - And I Think of You – E penso a te (promo)
- 1998 - Stop Listening
- 1998 - I Don't Wanna Lose at Love
- 1998 - If I Ever
- 2005 - Don't Let the Cold (promo)
- 2012 - Dust on My Shoes
- 2016 - Glass Love Train

## Filmografia

### Cinema
- Erotique - Oltre i confini dell'erotismo, episodio Let's talk about sex (Erotique), regia di Lizzie Borden (1993)

## Doppiatrici italiane
Nelle versioni in italiano delle opere in cui ha recitato, Tanita Tikaram è stata doppiata da:
- Emanuela Amato in Erotique - Oltre i confini dell'erotismo